# 액션스퀘어
액션스퀘어(영어: Action Square)는 2012년 8월 설립된 대한민국 게임 개발사이다.

## 개요
2014년 언리얼엔진으로 개발된 모바일게임 '블레이드 for kakao'가 출시 6개월 만에 액션RPG 최초 500만 다운로드를 돌파하고 매출 900억을 돌파하면서 '2014 대한민국 게임대상' 시상식에서 대상인 대통령상을 받았다. 이는 1996년에 시작된 '대한민국 게임대상 시상식' 역사상 모바일 게임이 대통령상에 수여된 건 최초이며 해당 게임을 기반으로 '삼국블레이드', '블레이드 2'을 출시했다.
그리고 2021년 글로벌 PC/콘솔 슈팅 액션 게임 ANVIL을 얼리억세스로 출시하고 넷플릭스 킹덤 IP를 기반으로 한 '킹덤: 왕가의 피', '블레이드: 리액션' 등 본격적인 신작 개발에도 박차를 가하고 있다.

## 연혁
연혁은 다음과 같다

### 2012년
- 2012년 8월 : 액션스퀘어 창립

### 2014년
- 2014년 4월 : 모바일 게임 <블레이드 for kakao> 한국 출시
- 2014년 4월 : 모바일 게임 <블레이드 for kakao> 구글 플레이 한국, iOS 앱스토어 한국 매출 1위 달성[4]
- 2014년 7월 : 모바일 게임 <블레이드 for kakao> 문화체육관광부&한국콘텐츠진흥원 선정 <이달의 우수 게임상> 수상[5]
- 2014년 7월 : 모바일 게임 <블레이드 for kakao> 온게임넷 선정 <G-Rank 이달의 게임상> 수상
- 2014년 11월 : 모바일 게임 <블레이드 for kakao> 2014 대한민국게임대상 <대상(대통령상)> 모바일 게임 최초 수상[6]

2014 KGC 어워즈 <포터블(Portable) 부문상> 수상
2014 대한민국 모바일앱 어워드 <기업서비스부문 우수상> 수상
- 2014년 11월 : 모바일 게임 <블레이드 for kakao> 2014 카카오 게임하기 대상 <올해의 게임> 수상

### 2015년
- 2015년 10월 : 한국코스닥시장 (KOSDAQ) 상장
- 2015년 10월 : 모바일 게임 <블레이드> 대만 출시 (현지 게임명 : BLADE刀鋒戰記 (BLADE도봉전기))

### 2016년
- 2016년 4월 : 모바일 게임 <블레이드> 일본 출시 (현지 게임명 : BLADE -ブレイド 天から堕ちる千の刃- (블레이드, 하늘에서 쏟아지는 천개의 칼날))

### 2017년
- 2017년 1월 : 모바일 게임 <삼국 블레이드> 한국 출시
- 2017년 9월 : 모바일 게임 <삼국 블레이드> 대만 홍콩 등 동남아 출시

### 2018년
- 2018년 6월 : 모바일 게임 <블레이드2 for kakao> 한국 출시
- 2018년 7월 : 모바일 게임 <블레이드2 for kakao> 구글 플레이 한국, iOS 앱스토어 한국 매출 1위 달성
- 2018년 7월 : 모바일 게임 <블레이드2 for kakao> OGN 선정 <G-Rank 이달의 게임상> 수상
- 2018년 9월 : 모바일 게임 <블레이드2 for kakao> 문화체육관광부&한국콘텐츠진흥원 선정 <이달의 우수 게임상> 수상

### 2019년
- 2019년 6월 : <블레이드2> 닌텐도 스위치 버전 북미 유럽 오세아니아 지역 출시
- 2019년 7월 : 모바일 게임 <기간틱엑스(Gigantic X)> 글로벌 출시
- 2019년 11월 : YJM게임즈(와이제이엠게임즈)로 최대 주주 변경 및 대표이사 변경

### 2020년
- 2020년 5월 : 넥슨 <메이플 스토리> 성공 주역외 메이저사 출신 PD급 리드 영입 & 스튜디오 체제로 재편
- 2020년 9월 : 넷플릭스 오리지널 시리즈 '킹덤' IP 게임 개발 계약[7]
- 2020년 9월 : <프로젝트GR> SK텔레콤과 xbox 및 xbox 게임패스 퍼블리싱 계약[8]
- 2020년 12월 : 모바일 게임 <삼국 블레이드> 파이브 크로스와 일본 퍼블리싱 계약

### 2021년
- 2021년 1월 : 모바일 게임 <삼국 블레이드> 4주년 기념 2.0 대규모 업데이트 진행
- 2021년 1월 : <프로젝트GR> 공식 타이틀명 <앤빌 (ANVIL)> 확정
- 2021년 3월 : 모바일 게임 <삼국 블레이드> 파이브 크로스 (5X Inc) 퍼블리싱으로 일본 출시 (현지 게임명 : 三国ブレード)
- 2021년 10월 : 모바일 게임 <삼국 블레이드> 대만, 홍콩, 마카오를 포함한 동남아시아 출시 (현지 게임명 : 삼국블레이드: 재전 (三國blade: 再戰))
- 2021년 11월 : <블레이드: 리액션 (Blade: Re.Action)> 위믹스 온보딩 계약
- 2021년 12월 : <앤빌 (ANVIL)> 스팀(Early Access), Xbox 콘솔(게임프리뷰) 및 게임패스 출시

### 2022년
- 2022년 4월 : <프로젝트AE> 갈라게임즈와 퍼블리싱 계약[9]
- 2022년 5월 : 모바일 게임 <삼국 블레이드> 틸팅포인트 퍼블리싱으로 북미 및 유럽 출시 (현지 게임명 : Three Kingdoms: Legends of War)
- 2022년 8월 : 개발사 스튜디오HG 합류[10]

## 게임

### 제작한 게임
| 게임명              | 장르                      | 플랫폼    | 서비스 시작 | 서비스 종료 | 엔진          |
| ------------------- | ------------------------- | --------- | ----------- | ----------- | ------------- |
| 블레이드 for Kakao  | 액션RPG                   | 모바일    | 2014-04-22  | 2020-10-22  | 언리얼 엔진 3 |
| 삼국블레이드        | 수집형 액션RPG            | 모바일    | 2017-01-13  | -           | 언리얼 엔진 4 |
| 블레이드2 for kakao | 액션RPG                   | 모바일    | 2018-06-28  | 2021-06-28  | 언리얼 엔진 4 |
| 블레이드2           | 액션RPG                   | 콘솔      | 2019-06-19  | -           | 언리얼 엔진 4 |
| 기간틱엑스          | 탑 다운 뷰 방식 액션 슈팅 | 모바일    | 2019-07-29  | 2019-09-25  | 언리얼 엔진 4 |
| 앤빌                | 로그라이크 액션 슈팅      | 콘솔 / PC | 2021-12-02  | -           | 언리얼 엔진 4 |

### 개발 중인 게임
| 게임명           | 장르    | 서비스        |
| ---------------- | ------- | ------------- |
| 블레이드: 리액션 | 액션RPG | 서비스 준비중 |
| 킹덤: 왕가의 피  | 액션RPG | 서비스 준비중 |
| 프로젝트AE       | -       | 서비스 준비중 |